# Шоймарі
Шоймарі (рум. Șoimari) — село у повіті Прахова в Румунії. Входить до складу комуни Шоймарі.
Село розташоване на відстані 82 км на північ від Бухареста, 29 км на північний схід від Плоєшті, 145 км на захід від Галаца, 70 км на південний схід від Брашова.

## Населення
За даними перепису населення 2002 року у селі проживали 1842 особи, усі — румуни. Усі жителі села рідною мовою назвали румунську.